# Aparicio Saravia
Aparicio Saravia da Rosa (ur. 16 sierpnia 1856, zm. 10 września 1904) – urugwajski polityk i grenadier, w latach 1897 oraz 1904 przywódca powstań zbrojnych Partii Narodowej (zw. blancos) przeciwko rządom Partii Colorado. W trakcie tego drugiego powstania odniósł poważne rany, wskutek których zmarł.